# G. F. Stack & Co.

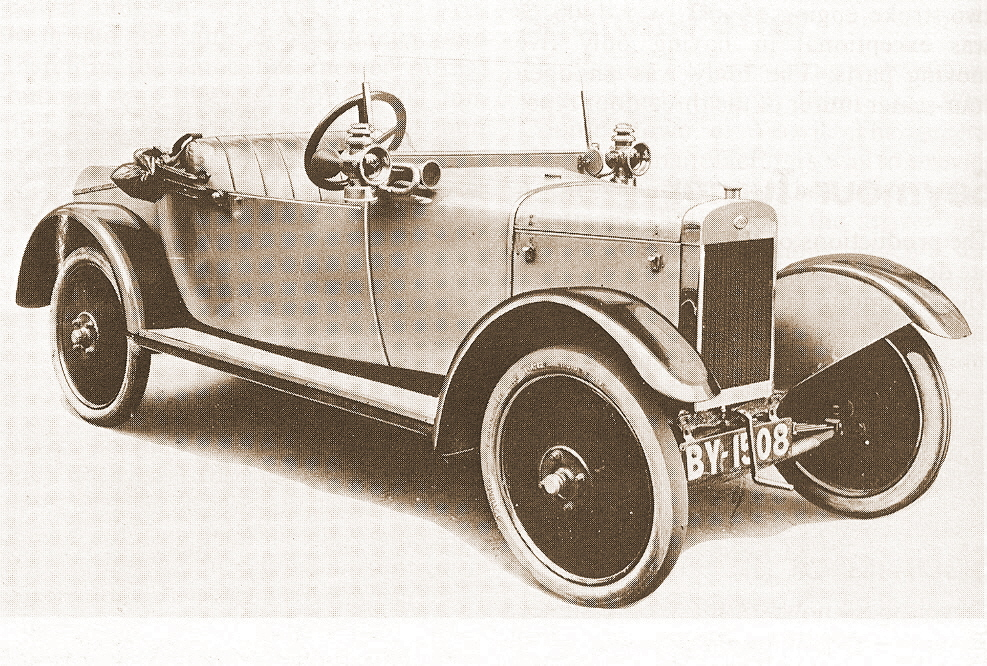
Stack 6/10 hp (1921)

Die G. F. Stack & Co. Ltd. war ein britischer Automobilhersteller, der 1921–1925 in East Croydon (Surrey) ansässig war. Dort wurden Kleinwagen und Wagen der unteren Mittelklasse hergestellt.
1921 wurde der 6/10 hp, ein offener, zweisitziger Tourenwagen, herausgebracht. Er besaß einen seitengesteuerten V2-Motor mit 0,77 l Hubraum und einen Radstand von 2489 mm. Dieser Wagen wurde bis 1922 gebaut.
1923 ersetzte ihn das Modell 8 hp mit 0,86 l Hubraum auf gleichem Fahrgestell, 1924 der 10 hp mit 0,9 l Hubraum.
1925 folgte mit dem 12 hp das erste und einzige Vierzylindermodell den V2-Versionen nach. Der Reihenmotor besaß einen Hubraum von 1,5 l und der Radstand wurde auf 2951 mm verlängert.
Noch im selben Jahr fiel die Firma der Weltwirtschaftskrise zum Opfer.

## Modelle
| Modell  | Bauzeitraum | Zylinder | Hubraum  | Radstand |
| ------- | ----------- | -------- | -------- | -------- |
| 6/10 hp | 1921–1922   | 2 V      | 766 cm³  | 2489 mm  |
| 8 hp    | 1923        | 2 V      | 858 cm³  | 2489 mm  |
| 10 hp   | 1924        | 2 V      | 906 cm³  | 2489 mm  |
| 12 hp   | 1925        | 4 Reihe  | 1525 cm³ | 2951 mm  |

## Quelle
- David Culshaw & Peter Horrobin: The Complete Catalogue of British Cars 1895–1975. Veloce Publishing plc. Dorchester (1999). ISBN 1-874105-93-6